# Serguéi Sujoruchenkov
Serguéi Nikoláievich Sujoruchenkov (en ruso: Сергей Николаевич Сухорученков, nacido el 10 de agosto de 1956) fue un ciclista soviético y campeón olímpico. Ganó la medalla de oro en los Juegos Olímpicos de 1980 en Moscú, en la prueba de Ruta Individual.

## Biografía
Nacido en Bryansk, una localidad al sureste de Moscú, pronto se trasladó con su familia a Leningrado, donde estudió Educación Física en la Universidad local, ascendió hasta capitán de la Marina soviética y encontró a la que sigue siendo su mujer, una enfermera llamada Helena, con la que tuvo cuatro hijos, sobre los que destaca la hija menor, Olga Zabelinskaya, que rechazó el apellido de su padre por no haber tenido trato con él hasta los 16 años.
Su carrera internacional empezó en el año 1978, cuando ganó una etapa y la general de la Vuelta a Cuba, además de una etapa de la Milk Race, el actual Tour de Gran Bretaña. Pero no fue hasta ese mes de septiembre cuando dio su primera gran lección de calidad, a orillas del Lago de Ginebra, en la etapa con final en Divonne-les-Bains del Tour del Porvenir, que alcanzaba su segunda jornada. Cinco días más tarde, distanció a sus rivales en la clasificación con una sensacional crono en Aix-les-Bains. A partir de entonces, solo tuvo que limitarse a aguantar en su terreno verdaderamente predilecto, la alta montaña, para ganar la general con 3′33” de ventaja sobre su compatriota Ruslav Galetdinov, no sin antes sumar un último éxito parcial en Thonon-les-Bains. Las tres etapas ganadas por “Soukho” contrastaron con una general copada en sus cuatro primeras posiciones por atletas de la “Madre Patria”, en una carrera donde Faustino Rupérez acabó sexto y el luego campeón del mundo Claude Criquielion fue séptimo.
En 1979, el éxito de la Unión Soviética en la crono por escuadras le llevó directamente al liderato de la carrera, que ya no abandonó. En aquella prueba dominada por los orientales ya asomaba Pedro Delgado, a solo dos temporadas de firmar con Reynolds y ganador de una etapa. Ese mismo año, “Soukho” se había hecho con la Carrera de la Paz (victoria de etapa en Banska Bystrica con exhibición incluida), evento que ganó en dos ocasiones cuando éste era el más grande del concierto ciclista en los países adscritos al Pacto de Varsovia y surcaba países con regularidad diaria, y con el Giro de las Regiones italiano (también ganó en el 81). Sin embargo, su carácter individualista le impidió participar en el Campeonato del Mundo amateur de aquel año. Estas acusaciones le granjearían, años después, cierto rechazo que luego explicaremos. En esos años terminó de completar un brillante palmarés, con esas dos generales finales del Tour del Porvenir, en los ya citados 1978 y 1979, y se quedó muy cerca de conseguirlo en otras dos ocasiones (80 y 81). Aquellos Tours del Porvenir dejaron a los actuales en una sombra de lo que fueron; las etapas de montaña se encadenaban a través de Alpes y Pirineos, a semejanza de la verdadera “Grande Boucle”, y la carrera vivió su apogeo en aquellos años con la participación de corredores como Greg LeMond o el propio Roche, del lado occidental, u hombres de la RDA o del bloque soviético como Olaf Ludwig. Soukhoroutchekov aún ostenta el récord de triunfos en la clasificación general (nadie ha repetido desde entonces con la denominación actual de Tour del Porvenir), al igual que el de triunfos parciales (empatado con Edvald Boasson Hagen).
Pocos recordarán que fue el campeón olímpico en la prueba de ruta de los JJ. OO. de Moscú ‘80, en buena medida porque este título aún seguía siendo coto reservado a ciclistas amateurs. El circuito de aquellos JJ. OO., situado en Krilatskoye y a pocos kilómetros de la capital soviética, era un tobogán continuo que favorecía las aptitudes de “Soukho”, un escalador explosivo, de los que gustan de puertos duros pero no continuados. A mitad de carrera ya iba destacado con su compatriota Yuri Barinov y el polaco Czesław Lang, pero no quiso competencia alguna en el sprint y pronto los soltó para adjudicarse la victoria en solitario. Por detrás, futuros “número 1″ como Marc Madiot (ya en contrato con Renault), Stephen Roche, Peter Winnen o Adrie van der Poel terminaron con el pelotón ¡¡a 8′30” de Sujoruchenkov!! En realidad, buena parte de su triunfo, al margen del boicot occidental (solo partieron 112, llegaron 52 a meta y el último entró a más de 20 minutos), se debió a la insistencia machacona de los “técnicos de recluta” de la URSS. El propio Tinkov lo explicaba perfectamente en su día: “Es el método soviético. Si no les impresionas en juniors, nadie se va a volver a interesar por ti. Tienen demasiado material humano a su disposición [...] y, por ello, Soukhoroutchenkov era mi ídolo, era el ídolo de los jóvenes [...] no había otra estrella como él”.
Los más optimistas entre su entorno pensaban que “Soukho” podría haber supuesto una alternativa a Bernard Hinault y Joop Zoetemelk en el Tour de Francia 1983, donde se llegó a plantear que un equipo soviético acudiría a la ronda gala como amateur invitado por la Societé, hecho que finalmente no se produjo por reticencias del PCUS a tal hecho. En realidad, su condición de soviético le impidió alcanzar muchos logros que los occidentales sí podían conseguir. Algunos equipos profesionales tiraron la casa por la ventana para hacerse con sus servicios, llegando a ofrecerle cifras absolutamente mareantes (1 millón de dólares, según el propio corredor), pero el Partido no le ofreció ninguna posibilidad de salvoconducto para abandonar el país. Además, según el propio Sergei, “cuando ganaba grandes carreras con 25 años, los reclutas de la URSS me rechazaban y me tachaban de individualista. En realidad, me vi completamente abandonado. Nadie en la Unión Soviética quiere deportistas explotados por encima de los 26 [años]“. Cuando parecía que su fin llegaba, aún tuvo oportunidad de volver a brillar; un equipo de amateurs soviéticos fue autorizado a participar en la Vuelta a España de 1986, donde “Soukho” llegó a ser segundo en una fuga de más de 250 kilómetros, donde fue derrotado por el ahora exdirector de Cofidis, Alain Bondue, con un top-5 de etapa mareante: Van Impe, Kelly y Fignon lo completaban. Solo pudo ser 70.º en la general, hecho que llevó a pensar a todos que los tiempos de “Soukho” habían terminado.

### Retirada
La caída del Muro de Berlín en el año 1989 supuso la apertura total para todos los corredores del Este, de cara a correr en los países de referencia, pero, para entonces, el nivel de “Soukho” había decaído ya y su primer contrato con Alfa Lum quedó frustrado en 1990; en ese equipo ya pasaban a figurar nombres de tronío del ciclismo más allá del Telón de Acero, como Poulnikov, Abdoujaparov, Asiate Saitov o el mismo Piotr Ugrumov. Los quince dólares que ganó en ese “Italian Job” le parecían muy poco en comparación con lo que podía ganar estando en la armada rusa, y abandonó con cierta desazón la residencia de los Alfa Lum en Rimini. Su victoria en la Vuelta a Chile del 90, a donde emigró durante algunos años, su posterior derrota con un bisoño Tonkov, fueron los últimos apuntes relevantes de su carrera. Nadie se explicó las razones de la caída de rendimiento de un “Soukho” ya en la treintena, brillante pocos años antes. Las motivaciones para tal hecho son evidentes: el dopaje de estado de la URSS y la sobreexplotación de las grandes figuras en categorías inferiores les impedía ofrecer un rendimiento razonable a la hora de la verdad (evidentemente, sin ese primer condicionante en la actualidad, pero con el segundo aún muy presente). La “reconstrucción” y “transparencia” promulgada por Mijail Gorbachov (”perestroika” y “glasnóst”) probablemente le llegaron demasiado tarde.

## Palmarés
| 1978 - Tour del Porvenir, más 3 etapas - Vuelta a Cuba, más 2 etapas - 1 etapa de la Milk Race - Hradec Kralove-Harrochov 1979 - Campeonato de la Unión Soviética en Ruta - Tour del Porvenir, más 1 etapa - Carrera de la Paz, más 2 etapas - Giro de las Regiones, más 1 etapa 1980 - Juegos Olímpicos en Ruta - 2 etapas del Tour del Porvenir - 1 etapa de la Milk Race - 1 etapa del Giro de las Regiones | 1981 - Giro de las Regiones, más 2 etapas - 1 etapa de la Carrera de la Paz - 1 etapa del Tour de Luxemburgo 1982 - 1 etapa del Gran Premio Guillermo Tell - 1 etapa del Circuito de la Sarthe 1984 - Carrera de la Paz, más 1 etapa 1990 - Vuelta a Chile 1992 - 1 etapa de la Vuelta Ciclista de la República Argentina - 3º en la Vuelta a El Salvador |

## Resultados en las grandes vueltas

### Vuelta a España
- 1986 : 70.º
- 1989 : 69.º

### Giro de Italia
- 1989 : 54.º